# 天鹽岳
天鹽岳（てしおだけ）是位在北海道士別市・紋別郡瀧上町的山。標高1,558m。日本二百名山・北海道百名山之一。名稱來自阿伊努語的「tes-o-pet」、「tes-us-i」或「tes-un-i」（有魚梁的河流）。

## 概要
位在天鹽川的水源，若除利尻島的利尻岳，是道北的最高峰。以天鹽岳為中心，包括前天鹽岳、西天鹽岳形成1個山塊，山容大致平緩。

## 關連項目
- 天鹽川
- 士別市
- 瀧上町

## 外部連結
- 国土地理院 地図閲覧サービス（页面存档备份，存于）